# Kvalspelet till världsmästerskapet i fotboll 2006 (Caf)
CAF:s kvalspel till världsmästerskapet i fotboll för herrar 2006 började med playoff 10 oktober 2003 och avslutades med en sista gruppspelsmatch 9 oktober 2005. Kvalet spelades för att få fram de fem lag som skulle representera Caf, den afrikanska fotbollskonfederationen, i VM 2006 i Tyskland. Tävlingen användes också för att få fram de 16 lag som skulle delta i afrikanska mästerskapet 2006. 51 av CAF:s då 52 medlemmar deltog, endast Djibouti valde att avstå.
Av de 51 deltagande nationerna var de fem som deltog i VM-slutspelet 2002 direktkvalificerade till gruppspelsomgången tillsammans med de 4 högst rankade av de kvarvarande lagen. Övriga 42 lag spelade ett playoff, dubbelmöten, om resterande 21 platser.

## Playoff
De 42 nationer som behövde kvala via playoff delades in i fyra stycken seedningsgrupper efter respektive nations placering på Fifas världsranking för herrar (per den 25 juni 2003) där lag från seedningsgrupp A lottades mot lag från seedningsgrupp D, och lag från seedningsgrupp B mot grupp C. Vinnaren i varje möte gick vidare till gruppspelsomgången.
Matcherna spelades 10, 11 och 12 oktober samt 14, 15, 16 och 19 november.
| Seedningsgrupp A                                                                                      | Seedningsgrupp B | Seedningsgrupp C | Seedningsgrupp D |
| --- | --- | --- | --- |
| Zimbabwe* · Zambia* · Algeriet* · Ghana* · Burkina Faso* · Mali* · Kenya* · Angola* · Togo* · Libyen* | Liberia* · Kongo-Brazzaville* · Malawi* · Uganda* · Madagaskar · Sudan* · Swaziland · Guinea* · Rwanda* · Gabon* · Lesotho | Benin* · Botswana* · Moçambique · Etiopien · Mauritius · Namibia · Sierra Leone · Gambia · Burundi · Kap Verde* · Eritrea | Tanzania · Tchad · Niger · Centralafrikanska republiken · Seychellerna · Mauretanien · Ekvatorialguinea · Guinea-Bissau · Somalia · São Tomé och Príncipe |

Asterisk (*) markerar nationer som kvalificerades för gruppspelsomgången.

## Första omgången
| Lag 1                 | Totalt       | Lag 2                        | Möte 1 | Möte 2     |
| Guinea-Bissau         | 1–4          | Mali                         | 1–2    | 0–2        |
| Madagaskar            | 3–4          | Benin                        | 1–1    | 2–3        |
| Seychellerna          | 1–5          | Zambia                       | 0–4    | 1–1        |
| Botswana              | 4–1          | Lesotho                      | 4–1    | 0–0        |
| Ekvatorialguinea      | 1–2          | Togo                         | 1–0    | 0–2        |
| São Tomé och Príncipe | 0–9          | Libyen                       | 0–1    | 0–8        |
| Tanzania              | 0–3          | Kenya                        | 0–0    | 0–3        |
| Niger                 | 0–7          | Algeriet                     | 0–1    | 0–6        |
| Uganda                | 4–3          | Mauritius                    | 3–0    | 1–3 (e.f.) |
| Sudan                 | 3–0          | Eritrea                      | 3–0    | 0–0        |
| Zimbabwe              | 4–2          | Mauretanien                  | 3–0    | 1–2        |
| Swaziland             | 1–4          | Kap Verde                    | 1–1    | 0–3        |
| Burundi               | 1–4          | Gabon                        | 0–0    | 1–4        |
| Tchad                 | 00003–3 (BM) | Angola                       | 3–1    | 0–2        |
| Kongo-Brazzaville     | 2–1          | Sierra Leone                 | 1–0    | 1–1        |
| Etiopien              | 1–3          | Malawi                       | 1–3    | 0–0        |
| Rwanda                | 4–1          | Namibia                      | 3–0    | 1–1        |
| Guinea                | 5–3          | Moçambique                   | 1–0    | 4–3        |
| Gambia                | 2–3          | Liberia                      | 2–0    | 0–3        |
| Somalia               | 0–7          | Ghana                        | 0–5    | 0–2        |
| Burkina Faso          | W/O          | Centralafrikanska republiken |        |            |

## Gruppspelsomgång
De 30 nationerna som kvalificerats för gruppspelsomgången delades in i fem grupper om sex lag vardera. Inför lottningen hade alla lagen placerats i seedningsgrupper, där de fem nationer som deltog i VM 2002 hamnade i seedningsgrupp A, medan övriga nationers seedningsgrupp baserades på världsrankningen per den 19 november 2003. Lag i samma seedningsgrupp kunde inte lottas in i samma grupp.[källa behövs]
Vinnaren i varje grupp kvalificerades för VM-slutspelet och lag på plats 1–3 kvalificerades för afrikanska mästerskapet. Då Egypten hamnade på tredje plats i sin grupp kvalificerades även lag 4, Libyen, i den gruppen, då Egypten var direktkvalificerat till afrikanska mästerskapet som värdar.
|                  | Grupp 1           | Grupp 2        | Grupp 3         | Grupp 4  | Grupp 5  |
| ---------------- | ----------------- | -------------- | --------------- | -------- | -------- |
| Seedningsgrupp A | Senegal           | Sydafrika      | Kamerun         | Nigeria  | Tunisien |
| Seedningsgrupp B | Mali              | Kongo-Kinshasa | Egypten         | Zimbabwe | Marocko  |
| Seedningsgrupp C | Zambia            | Burkina Faso   | Elfenbenskusten | Algeriet | Kenya    |
| Seedningsgrupp D | Togo              | Ghana          | Libyen          | Angola   | Guinea   |
| Seedningsgrupp E | Liberia           | Uganda         | Sudan           | Gabon    | Malawi   |
| Seedningsgrupp F | Kongo-Brazzaville | Kap Verde      | Benin           | Rwanda   | Botswana |

### Skiljeregler
I de fall flera lag hamnade på samma poäng såg tävlingsbestämmelserna ut enligt följande:[källa behövs]
1. Flest poäng i inbördes möten.
2. Bästa målskillnad i inbördes möten.
3. Flest gjorda mål i inbördes möten.
4. Bästa målskillnad i gruppens alla matcher.
5. Flest gjorda mål i gruppens alla matcher.
6. Playoff-match, med extra tid och straffar, på neutral plan.
7. Lottdragning.

### Grupp 1
| Nr | Lag ( )           | S  | V | O | F | GM | IM | MS  | P  |
| -- | ----------------- | -- | - | - | - | -- | -- | --- | -- |
| 1  | Togo              | 10 | 7 | 2 | 1 | 20 | 0  | +20 | 23 |
| 2  | Senegal           | 10 | 6 | 3 | 1 | 21 | 0  | +21 | 21 |
| 3  | Zambia            | 10 | 6 | 1 | 3 | 16 | 0  | +16 | 19 |
| 4  | Kongo-Brazzaville | 10 | 3 | 1 | 6 | 10 | 0  | +10 | 10 |
| 5  | Mali              | 10 | 2 | 2 | 6 | 11 | 0  | +11 | 8  |
| 6  | Liberia           | 10 | 1 | 1 | 8 | 0  | 0  | 0   | 4  |

| Hemma \ Borta     | Kongo-Brazzaville | Liberia | Mali | Senegal | Togo | Zambia |
| Kongo-Brazzaville | —                 | 3–0     | 1–0  | 0–0     | 2–3  | 2–3    |
| Liberia           | 0–2               | —       | 1–0  | 0–3     | 0–0  | 0–5    |
| Mali              | 2–0               | 4–1     | —    | 2–2     | 1–2  | 1–1    |
| Senegal           | 2–0               | 6–1     | 3–0  | —       | 2–2  | 1–0    |
| Togo              | 2–0               | 3–0     | 1–0  | 3–1     | —    | 4–1    |
| Zambia            | 2–0               | 1–0     | 2–1  | 0–1     | 1–0  | —      |

### Grupp 2
| Nr | Lag ( )        | S  | V | O | F | GM | IM | MS  | P  |
| -- | -------------- | -- | - | - | - | -- | -- | --- | -- |
| 1  | Ghana          | 10 | 6 | 3 | 1 | 17 | 4  | +13 | 21 |
| 2  | Kongo-Kinshasa | 10 | 4 | 4 | 2 | 14 | 10 | +4  | 16 |
| 3  | Sydafrika      | 10 | 5 | 1 | 4 | 12 | 14 | −2  | 16 |
| 4  | Burkina Faso   | 10 | 4 | 1 | 5 | 14 | 13 | +1  | 13 |
| 5  | Kap Verde      | 10 | 3 | 1 | 6 | 8  | 15 | −7  | 10 |
| 6  | Uganda         | 10 | 2 | 2 | 6 | 6  | 15 | −9  | 8  |

| Hemma \ Borta  | Burkina Faso | Ghana | Kap Verde | Kongo-Kinshasa | Sydafrika | Uganda |
| Burkina Faso   | —            | 1–0   | 1–2       | 2–0            | 3–1       | 2–0    |
| Ghana          | 2–1          | —     | 2–0       | 0–0            | 3–0       | 2–0    |
| Kap Verde      | 1–0          | 0–4   | —         | 1–1            | 1–2       | 1–0    |
| Kongo-Kinshasa | 3–2          | 1–1   | 2–1       | —              | 1–0       | 4–0    |
| Sydafrika      | 2–0          | 0–2   | 2–1       | 2–2            | —         | 2–1    |
| Uganda         | 2–2          | 1–1   | 1–0       | 1–0            | 0–1       | —      |

Inbördes möten
| Lag            | S | V | O | F | GM | IM | MS | P |
| -------------- | - | - | - | - | -- | -- | -- | - |
| Kongo-Kinshasa | 2 | 1 | 1 | 0 | 3  | 2  | +1 | 4 |
| Sydafrika      | 2 | 0 | 1 | 1 | 2  | 3  | −1 | 1 |

### Grupp 3
| Nr | Lag ( )         | S  | V | O | F | GM | IM | MS  | P  |
| -- | --------------- | -- | - | - | - | -- | -- | --- | -- |
| 1  | Elfenbenskusten | 10 | 7 | 1 | 2 | 20 | 7  | +13 | 22 |
| 2  | Kamerun         | 10 | 6 | 3 | 1 | 18 | 10 | +8  | 21 |
| 3  | Egypten         | 10 | 5 | 2 | 3 | 26 | 15 | +11 | 17 |
| 4  | Libyen          | 10 | 3 | 3 | 4 | 8  | 10 | −2  | 12 |
| 5  | Sudan           | 10 | 1 | 3 | 6 | 6  | 22 | −16 | 6  |
| 6  | Benin           | 10 | 1 | 2 | 7 | 9  | 23 | −14 | 5  |

| Hemma \ Borta   | Benin | Egypten | Elfenbenskusten | Kamerun | Libyen | Sudan |
| Benin           | —     | 3–3     | 0–1             | 1–4     | 1–0    | 1–1   |
| Egypten         | 4–1   | —       | 1–2             | 3–2     | 4–1    | 6–1   |
| Elfenbenskusten | 3–0   | 2–0     | —               | 2–3     | 2–0    | 5–0   |
| Kamerun         | 2–1   | 1–1     | 2–0             | —       | 1–0    | 2–1   |
| Libyen          | 4–1   | 2–1     | 0–0             | 0–0     | —      | 0–0   |
| Sudan           | 1–0   | 0–3     | 1–3             | 1–1     | 0–1    | —     |

### Grupp 4
| Nr | Lag ( )  | S  | V | O | F | GM | IM | MS  | P  |
| -- | -------- | -- | - | - | - | -- | -- | --- | -- |
| 1  | Angola   | 10 | 6 | 3 | 1 | 12 | 6  | +6  | 21 |
| 2  | Nigeria  | 10 | 6 | 3 | 1 | 21 | 7  | +14 | 21 |
| 3  | Zimbabwe | 10 | 4 | 3 | 3 | 13 | 14 | −1  | 15 |
| 4  | Gabon    | 10 | 2 | 4 | 4 | 11 | 13 | −2  | 10 |
| 5  | Algeriet | 10 | 1 | 5 | 4 | 8  | 15 | −7  | 8  |
| 6  | Rwanda   | 10 | 1 | 2 | 7 | 6  | 16 | −10 | 5  |

| Hemma \ Borta | Algeriet | Angola | Gabon | Nigeria | Rwanda | Zimbabwe |
| Algeriet      | —        | 0–0    | 0–3   | 2–5     | 1–0    | 2–2      |
| Angola        | 2–1      | —      | 3–0   | 1–0     | 1–0    | 1–0      |
| Gabon         | 0–0      | 2–2    | —     | 1–1     | 3–0    | 1–1      |
| Nigeria       | 1–0      | 1–1    | 2–0   | —       | 2–0    | 5–1      |
| Rwanda        | 1–1      | 0–1    | 3–1   | 1–1     | —      | 0–2      |
| Zimbabwe      | 1–1      | 2–0    | 1–0   | 0–3     | 3–1    | —        |

Inbördes möten
| Lag     | S | V | O | F | GM | IM | MS | P |
| ------- | - | - | - | - | -- | -- | -- | - |
| Angola  | 2 | 1 | 1 | 0 | 2  | 1  | +1 | 4 |
| Nigeria | 2 | 0 | 1 | 1 | 1  | 2  | −1 | 1 |

### Grupp 5
| Nr | Lag ( )  | S  | V | O | F | GM | IM | MS  | P  |
| -- | -------- | -- | - | - | - | -- | -- | --- | -- |
| 1  | Tunisien | 10 | 6 | 3 | 1 | 25 | 9  | +16 | 21 |
| 2  | Marocko  | 10 | 5 | 5 | 0 | 17 | 7  | +10 | 20 |
| 3  | Guinea   | 10 | 5 | 2 | 3 | 15 | 10 | +5  | 17 |
| 4  | Kenya    | 10 | 3 | 1 | 6 | 8  | 17 | −9  | 10 |
| 5  | Botswana | 10 | 3 | 0 | 7 | 10 | 18 | −8  | 9  |
| 6  | Malawi   | 10 | 1 | 3 | 6 | 12 | 26 | −14 | 6  |

| Hemma \ Borta | Botswana | Guinea | Kenya | Malawi | Marocko | Tunisien |
| Botswana      | —        | 1–2    | 2–1   | 2–0    | 0–1     | 1–3      |
| Guinea        | 4–0      | —      | 1–0   | 3–1    | 1–1     | 2–1      |
| Kenya         | 1–0      | 2–1    | —     | 3–2    | 0–0     | 0–2      |
| Malawi        | 1–3      | 1–1    | 3–0   | —      | 1–1     | 2–2      |
| Marocko       | 1–0      | 1–0    | 5–1   | 4–1    | —       | 1–1      |
| Tunisien      | 4–1      | 2–0    | 1–0   | 7–0    | 2–2     | —        |

## Övrigt
- Marocko var en av endast tio nationer i VM-kvalet världen över som gick obesegrade genom hela kvalet, och den enda afrikanska nationen som svarade för den bedriften. Ändå kvalificerade de sig inte för VM.
- Togo hade den yngsta medelåldern av de 31 lagen som kvalade in till VM. Togos spelare hade en snittålder på 22 år och 4 månader.
- Totalt förekom 1 457 spelare i de olika nationernas laguppställningar under VM-kvalet.
- Totalt gjordes det 506 mål i det afrikanska VM-kvalet, vilket motsvarar ett snitt på 2.66 mål per match, näst minst av alla konfederationer, bara det sydamerikanska kvalet var målsnålare.
- Angola var också det totalt målsnålaste laget som kvalificerade sig för VM med ett snitt på 1,25 mål per match.
- Totalt gjordes 332 av de 506 målen på hemmaplan och 174 på bortaplan.
- Togos Adebayor var bäste målskytt i kvalet med elva mål.
- CAF var den konfederation som totalt lockade näst flest åskådare på VM-kvalmatcherna med totalt 4 995 187 personer i publiken, bara UEFA med 5 825 195 var bättre. Gällande snittet var CAF:s 26 290 näst bäst, bara CONMEBOL:s 33 750 var bättre. Den match som lockade allra flest åskådare var Kongo-Kinshasa mot Sydafrika med 85 000 åskådare i Kinshasa. Det var tredje bäst sett till hela världens VM-kvalmatcher. Kongo-Kinshasa var också den nation i hela världen som lockade mest publik i snitt på sina hemmamatcher, hela 79 000.